# Klášter
Klášter (deutsch Kloster) ist eine Gemeinde  in Tschechien. Sie liegt einen Kilometer nördlich der Stadt Nepomuk an der Úslava und gehört zum Okres Plzeň-jih. Der größte Teil des Dorfes liegt innerhalb der Ruinen eines mittelalterlichen Klosters, das 1420 zerstört wurde. Die Katasterfläche beträgt 865 Hektar.

## Geographie
Das Dorf befindet sich in 428 m Höhe am nördlichen Fuße des 536 m hohen Zelená hora links der Úslava gegenüber der Einmündung der Mihovka. Südlich des Ortes liegt der Klášterský rybník, in dem die Úslava angestaut wird.
Nachbarorte sind Nepomuk im Süden, Prádlo und Novotníky im Westen, sowie Srby, Vrčeň und Dvorec im Osten.

## Geschichte

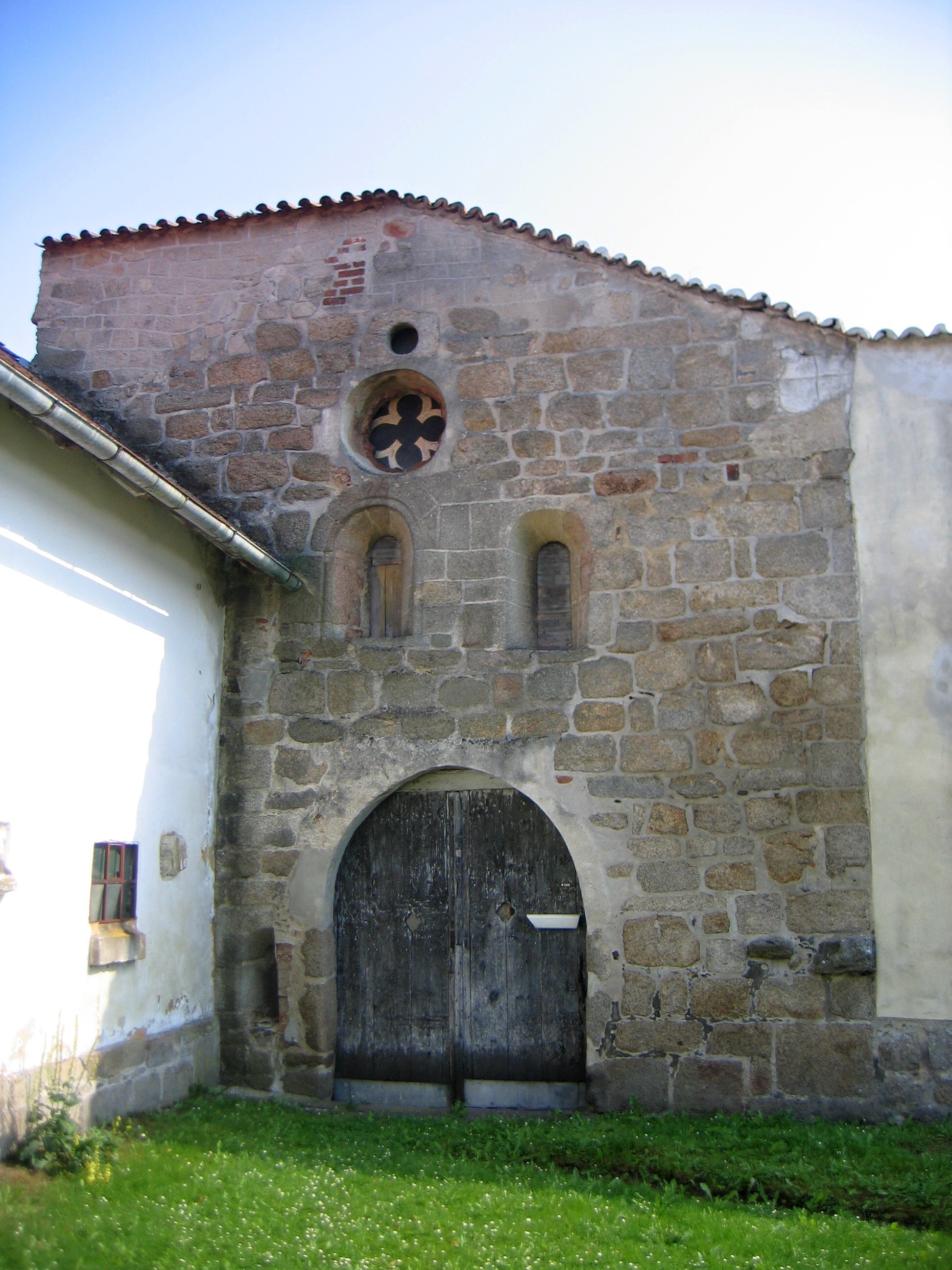
Reste des Zisterzienserklosters

Der Ort entstand im Jahre 1144 mit der Gründung eines Zisterzienserklosters Pomuk durch Mönche aus dem Kloster Ebrach. Im April 1420 wurde das Kloster Nepomuk in den Hussitenkriegen zusammen mit der Stadt durch die Truppen Jan Žižkas zerstört und nicht wieder aufgebaut. Am 22. August 1420 übergab König Sigismund den Brüdern Bohuslav und Hynek Krušinov von Schwanberg für treue Dienste sämtlichen Besitz des zerstörten Klosters, aus dem Herrschaft Grünberg gebildet wurde. Bohuslav d. J. verkaufte diesen Besitz 1464 an Zdenko von Sternberg.
Wahrzeichen des Ortes sind die Gemäuer des Klosters mit den Resten gotischer Fenster und Arkaden.

## Gemeindegliederung
Für die Gemeinde Klášter sind keine Ortsteile ausgewiesen. Zum Ort gehören die nördlich gelegenen Weiler und Einschichten Batov und Harvánek.

## Sehenswürdigkeiten

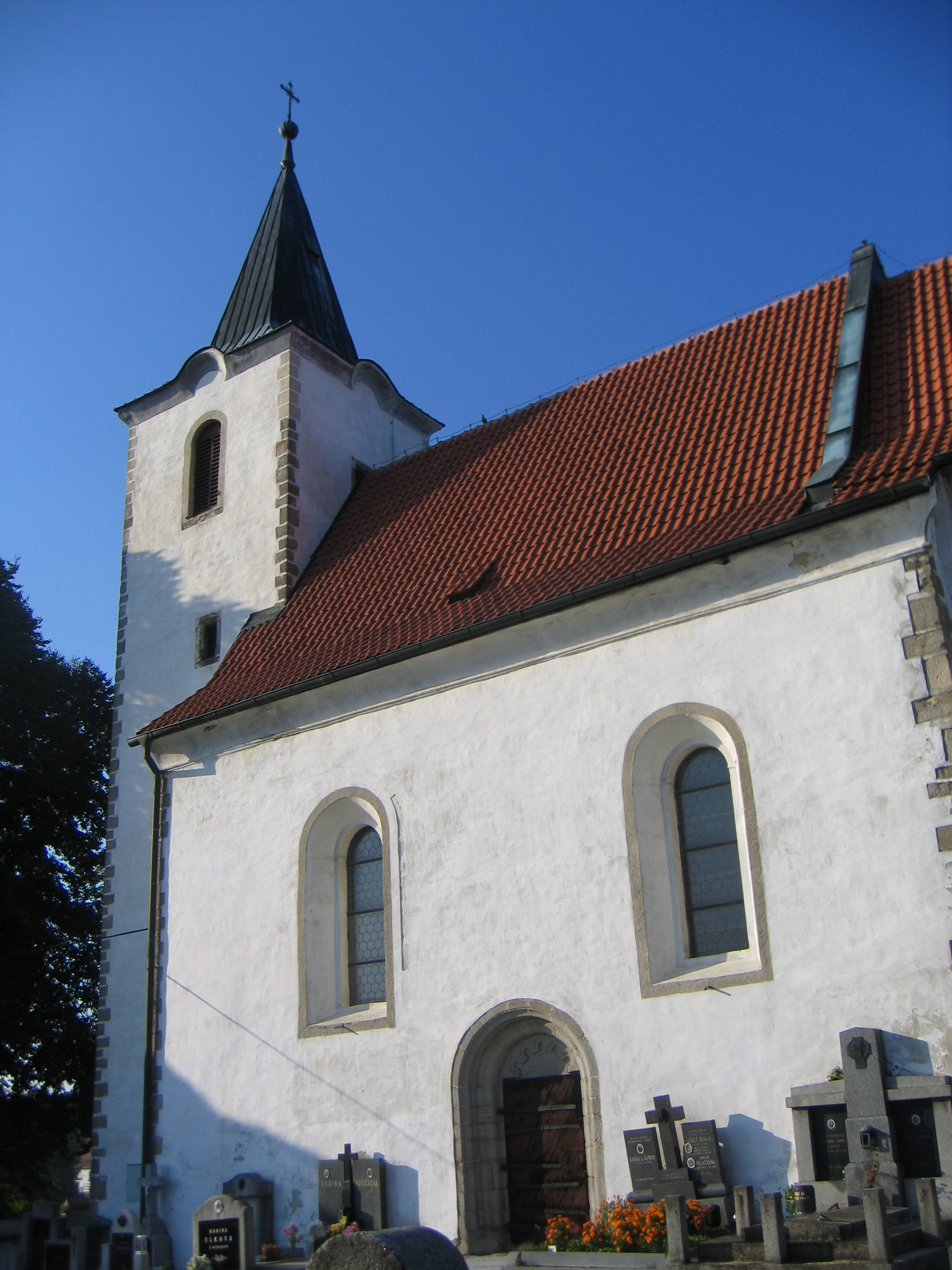
Kapelle im Dorfzentrum

- Schloss Zelená Hora auf dem gleichnamigen Berg, angeblicher Fundort der Grünberger Handschrift
- Ruinen des Zisterzienserklosters Pomuk
- Kapelle der Hl. Margarethe auf dem Dorfplatz, erbaut 1861
- Statuengruppe Pieta unterhalb des Schlosses
- Rote Brücke
- Denkmal für einen US-amerikanischen Piloten, nordwestlich des Ortes oberhalb des Forsthauses Dubeč